# Cloniophorus femoralis
Cloniophorus femoralis là một loài bọ cánh cứng trong họ Cerambycidae.